# Sweetheart of the Rodeo
Albums de The Byrds
The Notorious Byrd Brothers
(1968) Dr. Byrds and Mr. Hyde
(1969)
Sweetheart of the Rodeo est le sixième album du groupe de rock américain The Byrds, sorti en 1968. Il mêle des influences bluegrass, folk et country.
Il a été classé 117e dans la liste des 500 meilleurs albums de tous les temps du magazine Rolling Stone en 2003, et en 120e position du classement 2012. Il est également cité dans l'ouvrage de référence de Robert Dimery Les 1001 albums qu'il faut avoir écoutés dans sa vie et dans un bon nombre d'autres listes.

## Enregistrement
Après la sortie de The Notorious Byrd Brothers et le départ de David Crosby et de Michael Clarke, les deux membres restants du groupe, Roger McGuinn et Chris Hillman, recrutent Kevin Kelley (cousin de Hillman) et Gram Parsons. Ce dernier est amateur de musique country, de même que Hillman, et les Byrds décident d’aller à Nashville pour donner un son country à leur nouveau disque.
Sweetheart of the Rodeo n'est pas un succès commercial, pas plus que le single You Ain't Going Nowhere. Il fait cependant date et est réédité en 1997 avec huit titres supplémentaires, puis en 2003 avec un second disque, comprenant notamment des morceaux chantés par Gram Parsons, mais réenregistrés par Roger McGuinn sur l'album original.
Refusant une tournée en Afrique du Sud, Parsons quitte le groupe peu après la sortie de l'album. Chris HIllman quitte également le groupe peu de temps après et ensemble, ils fondent les Flying Burrito Brothers.

## Titres
| 1. | You Ain't Going Nowhere (en)   | Bob Dylan                                | 2:38 |
| 2. | I Am a Pilgrim                 | trad., arr. Roger McGuinn, Chris Hillman | 3:42 |
| 3. | The Christian Life             | Charles Louvin, Ira Louvin               | 2:33 |
| 4. | You Don't Miss Your Water (en) | William Bell                             | 3:51 |
| 5. | You're Still on My Mind        | Luke McDaniel                            | 2:26 |
| 6. | Pretty Boy Floyd               | Woody Guthrie                            | 2:37 |

| 7.  | Hickory Wind (en)          | Gram Parsons, Bob Buchanan   | 3:34 |
| 8.  | One Hundred Years from Now | Gram Parsons                 | 2:43 |
| 9.  | Blue Canadian Rockies      | Cindy Walker                 | 2:05 |
| 10. | Life in Prison             | Merle Haggard, Jelly Sanders | 2:47 |
| 11. | Nothing Was Delivered (en) | Bob Dylan                    | 3:34 |

La réédition CD parue en 1997 inclut huit chansons supplémentaires :
| 12. | You Got a Reputation                              | Tim Hardin                               | 3:08 |
| 13. | Lazy Days                                         | Gram Parsons                             | 3:26 |
| 14. | Pretty Polly                                      | trad., arr. Chris Hillman, Roger McGuinn | 2:53 |
| 15. | The Christian Life (répétitions, prise 11)        | Charles Louvin, Ira Louvin               | 2:55 |
| 16. | Life in Prison (répétitions, prise 11)            | Merle Haggard, Jelly Sanders             | 2:58 |
| 17. | You’re Still on My Mind (répétitions, prise 43)   | Luke McDaniel                            | 2:29 |
| 18. | One Hundred Years from Now (répétitions, prise 2) | Gram Parsons                             | 2:20 |
| 19. | All I Have Are Memories (instrumental)            | Hewitt, Ledford                          | 4:47 |

Version 2003 « Legacy Edition »
| 12. | All I Have Are Memories (Kevin Kelley Vocal)    | Hewitt, Ledford      | 2:48 |
| 13. | You Got a Reputation                            | Hardin               | 3:09 |
| 14. | Pretty Polly                                    | Hillman, McGuinn     | 2:55 |
| 15. | Lazy Days                                       | Parsons              | 3:28 |
| 16. | Christian Life (Gram Parsons Vocal)             | I. Louvin, L. Louvin | 2:29 |
| 17. | You Don't Miss Your Water (Gram Parsons Vocal)  | Bell                 | 3:49 |
| 18. | One Hundred Years from Now (Gram Parsons Vocal) | Parsons              | 3:01 |
| 19. | Radio Sport: Sweetheart of the Radio Album      |                      | 0:58 |

| 1.  | Sum up Broke                                  | Nuese, Parsons       | 2:13 |
| 2.  | One Day Week                                  | Parsons              | 2:16 |
| 3.  | Truck Drivin' Man                             | Fell                 | 2:34 |
| 4.  | Blue Eyes                                     | Parsons              | 2:47 |
| 5.  | Luxury Liner                                  | Parsons              | 2:53 |
| 6.  | Strong Boy                                    | Parsons              | 2:01 |
| 7.  | Lazy Days (autre version)                     | Gram Parsons         | 3:18 |
| 8.  | Pretty Polly (autre version)                  | Hillman, McGuinn     | 3:37 |
| 9.  | Hickory Wind (version « Nashville », prise 8) | Parsons, Buchanan    | 3:40 |
| 10. | Christian Life (prise 7)                      | I. Louvin, L. Louvin | 3:26 |
| 11. | Christian Life (prise 8)                      | I. Louvin, L. Louvin | 3:05 |
| 12. | Life in Prison (prises 1 & 2)                 | Haggard, J. Sanders  | 3:16 |
| 13. | Life in Prison (prises 3 & 4)                 | Haggard, J. Sanders  | 3:16 |
| 14. | One Hundred Years from Now (prises 12 & 13)   | Parsons              | 3:58 |
| 15. | One Hundred Years from Now (prises 13 & 14)   | Parsons              | 3:59 |
| 16. | You're Still on My Mind (prise 13)            | McDaniel             | 2:53 |
| 17. | You're Still on My Mind (prise 48)            | McDaniel             | 2:38 |
| 18. | All I Have Are Memories (prise 17)            | Hewitt, Ledford      | 3:13 |
| 19. | All I Have Are Memories (prise 21)            | Hewitt, Ledford      | 3:07 |
| 20. | Blue Canadian Rockies (prise 14)              | Walker               | 2:59 |

## Musiciens

### The Byrds
- Roger McGuinn : banjo, guitare, chant
- Gram Parsons : guitare, piano, orgue, chant
- Chris Hillman : basse, mandoline, guitare, chant
- Kevin Kelley : batterie

### Personnel additionnel
- Earl P. Ball : piano
- Barry Goldberg : piano
- Clarence White : guitare
- Lloyd Green : guitare pedal steel
- Jay Dee Maness : guitare pedal steel
- John Hartford : banjo, guitare, violon
- Roy M. « Junior » Husky : contrebasse

## Production
- Gary Usher : producteur
- Adam Block : directeur du projet
- Charlie Bragg : ingénieur du son
- Roy Halee : ingénieur du son